# Glinna (Pustomyty)
Glinna (ukr. Глинна) – część miasta Pustomyty na Ukrainie, w obwodzie lwowskim, w rejonie lwowskim. Leży w północnej części miasta, wzdłuż ulicy Glinieńskiej. Dawniej samodzielna wieś.

## Historia
Do 1934 samodzielna wieś gmina jednostkowa. Pod zaborem austriackim gmina do 1867 należała do Bezirk Szczerzec w cyrkule lwowskim, a 28 lutego 1867 weszła w skład nowo utworzonego powiatu lwowskiego.
W II Rzeczypospolitej miejscowość należała do powiatu lwowskiego w woj. lwowskim; w 1921 roku gmina jednostkowa Glinna liczyła 832 mieszkańców. 1 sierpnia 1934 weszła w skład nowo utworzenej zbiorowej gminy Nawaria, gdzie 17 września 1934 utworzyła gromadę Leśniowice.
Po wojnie wraz włączone do Związku Radzieckiego (Ukraińskiej SRR). W 1999 roku Glinną wraz z Leśniowicami włączono do Pustomytów.

## Pałac
- dwukondygnacyjny pałac zniszczony w 1939[5]